# Relaciones Namibia-Venezuela
Las relaciones Namibia-Venezuela se refieren a las relaciones internacionales que existen entre Namibia y Venezuela. 

## Historia
Ambas naciones establecieron relaciones diplomáticas el 22 de mayo de 1990.
Durante la crisis presidencial de Venezuela, en 2019, Namibia ha mantenido una posición neutral, sin ofrecer reconocimiento oficial a Nicolás Maduro o a Juan Guaidó.
En diciembre de 2022, la canciller de Namibia, Netumbo Nandi Ndaitwah, visitó Venezuela y se reunió con el presidente Nicolás Maduro. El mandatario venezolano concedió a la canciller Ndaitwah la Orden Francisco de Miranda, en su Primera Clase, como reconocimiento a su lucha por la independencia de la nación surafricana.

## Misiones diplomáticas
- Namibia está acreditado ante Venezuela a través de su embajada en La Habana, Cuba.
- Venezuela tiene una embajada en Windhoek.